# كنيسة سيدة مونليجون
كنيسة سيدة مونليجون هيَ كنيسة مارونيّة تقع في حي الحميدية في مدينة حلب. سُمّيت على اسم قرية فرنسية قام أحد كهنتها بتأسيس شركة القداس الأبدي، التي وصلَ نشاطها إلى حلب بفضل أحد الكهنة الموارنة في المدينة أوائل القرن العشرين. تعرّضت الكنيسة للقصف بقذائف الهاون خلال الحرب الأهلية السورية ممّا أدّى لتدمير أجزاء كبيرة منها. 

## التاريخ
تُعود تسميتها إلى قرية مونليجون الواقعة في إقليم أورن في فرنسا، حيث قام كاهن يُدعى بول بيكه بتأسيس شركة القداس الأبدي وأخويّة إسعاف الموتى التي اختصّت بإقامة القداديس في الكنيسة وتقديم خدمات دينية ولاهوتيّة، فانتشرت في أنحاء متفرقة من العالن وامتدّ نشاطها إلى حلب بقيادة الكاهن ميخائيل الأخرس الذي أصبح لاحقًا مطرانًا على أبرشية الموارنة في حلب. سافرَ الأخرس إلى أوروبا عام 1906 والتقى بابا الكنيسة الكاثوليكية بيوس العاشر، كما زارَ مقر شركة القداس الأبدي في فرنسا، وبدأ في حملة لجمع التبرّعات من أوروبا. 
بدأ الكاهن العمل على بناء الكنيسة عام 1908، بعد شرائه قطعةَ أرضٍ في حي الحميدية، حتّى تم تكريسها في 1 تشرين الأول 1909. وقد تطوّرت الكنيسة حتّى ضمّت أندية شبابية ومدارس وأخويّات وفرق للكشافة. أُعيد تدشينها عام 1998 بعد أعمال ترميم استمرّت 7 أشهر.

## التدمير
خلال الحرب الأهلية السورية، تعرّضت الكنيسة لقصف بقذائف الهاون من قبل الجماعات المتمرّدة ممّا أدى لتدمير قاعة الصلاة والسقف الخشبي.